# Карпинський Станіслав Віталійович
Станісла́в Віта́лійович Карпи́нський — старший солдат Збройних сил України.

## Нагороди
За особисту мужність і героїзм, виявлені у захисті державного суверенітету та територіальної цілісності України, вірність військовій присязі під час російсько-української війни, відзначений — нагороджений
- 27 червня 2015 року — орденом «За мужність» III ступеня,
- 10 серпня 2018 року — медаллю «За жертовність і любов до України».